# Nissan Atleon
Le Nissan Atleon est un camion moyen tonnage de marque Nissan lancé en 1980 et vendu initialement sous les marques Ebro et Avia. Son successeur est le modèle Nissan NT500 (de).

## L/M-Serie (1980-2000)
Une production est lancée en Espagne en 1980 après la reprise de la marque Ebro.
- Ebro L/M-Serie (1980–1987)
- Avia L-Serie
- Nissan Ebro L/M-Serie (1987–1990)
- Nissan L/M-Serie (1990–2000)

## ECO-T (Atleon) (1997-2000)
Il est également nommé ECO-T.

### Moteurs
| Modèle    | Cyl | Cylindrée cm³ | Puissance Max.             | Couple Max.       | Type moteur | Années    |
| --------- | --- | ------------- | -------------------------- | ----------------- | ----------- | --------- |
| ECO-T.100 | 4   | 2953          | 80 kW (108 ch) à 3600/min  | 260 Nm à 2000/min | BD-30 Ti    | 1997–2000 |
| ECO-T.135 | 4   | 3989          | 101 kW (137 ch) à 2600/min | 417 Nm à 1300/min | B4-40 Ti    | 1997–2000 |

## Nissan Atleon (2000–2013)

### Moteurs
| Modèles            | Cyl | Cylindrée cm³ | Puissance Max.             | Couple Max.       | Type moteur     | Années    |
| ------------------ | --- | ------------- | -------------------------- | ----------------- | --------------- | --------- |
| Atleon.110         | 4   | 2953          | 81 kW (110 ch) à 3500/min  | 262 Nm à 2100/min | BD-30 Ti        | 2000–2006 |
| Atleon.140         | 4   | 3989          | 102 kW (139 ch) à 2600/min | 425 Nm à 1300/min | B4-40 Ti        | 2000–2006 |
| Atleon 35.15/56.15 | 4   | 2953          | 110 kW (150 ch) à 3400/min | 350 Nm à 2000/min | ZD30Kai         | 2006–2013 |
| Atleon.165         | 6   | 5985          | 119 kW (162 ch) à 2600/min | 459 Nm à 1500/min | B6-60 Ti (L)    | 2000–2006 |
| Atleon 80.19       | 4   | 4500          | 136 kW (185 ch) à 2500/min | 700 Nm à 1200/min | Cummins ISB5-4H | 2006–2013 |
| Atleon.210         | 6   | 5985          | 154 kW (209 ch) à 2600/min | 647 Nm à 1300/min | B6-60 Ti (H)    | 2000–2006 |

## Utilisateurs militaires
- Espagne

## Galerie d'image

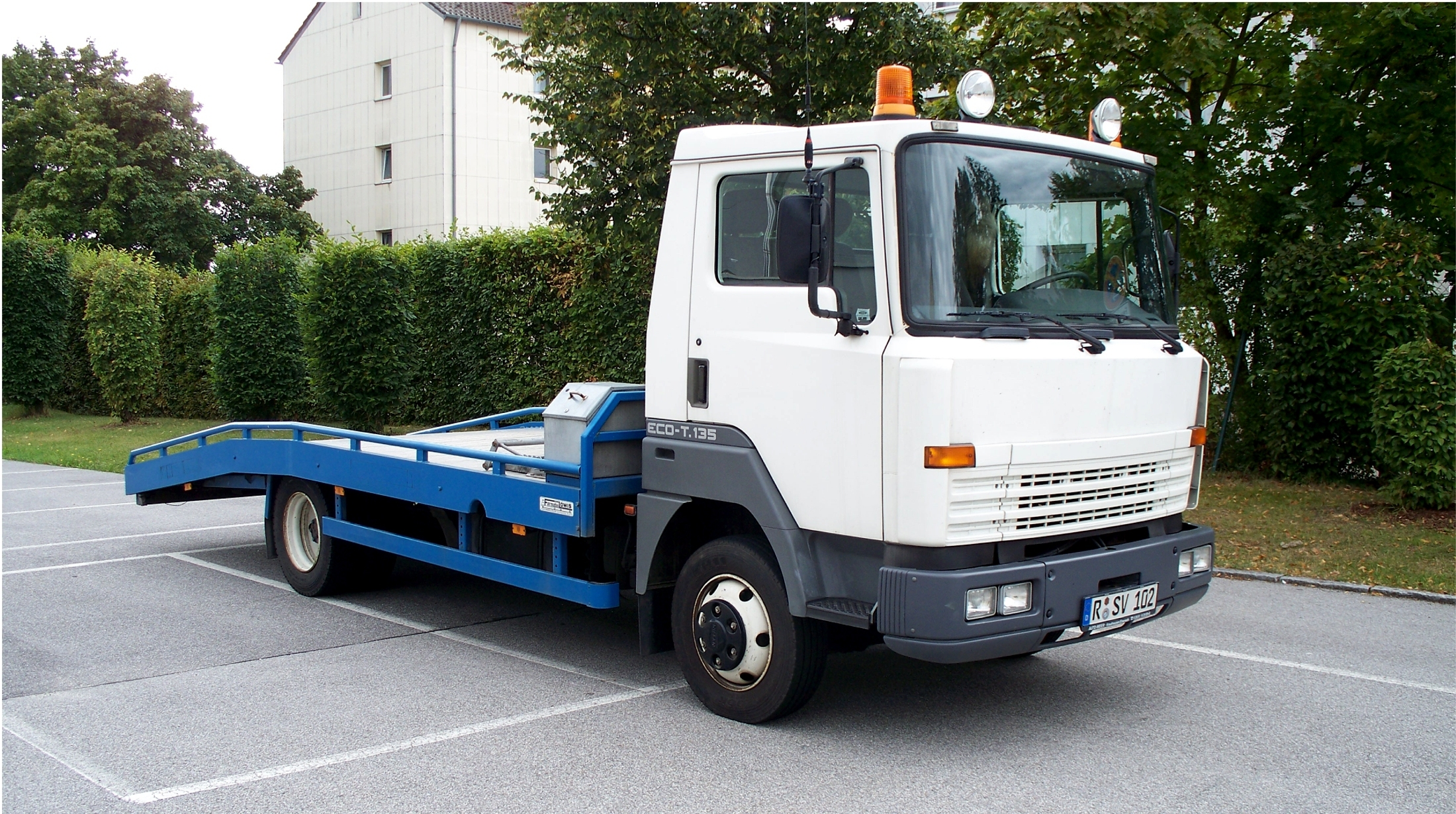
Nissan ECO-T (1997–2000)
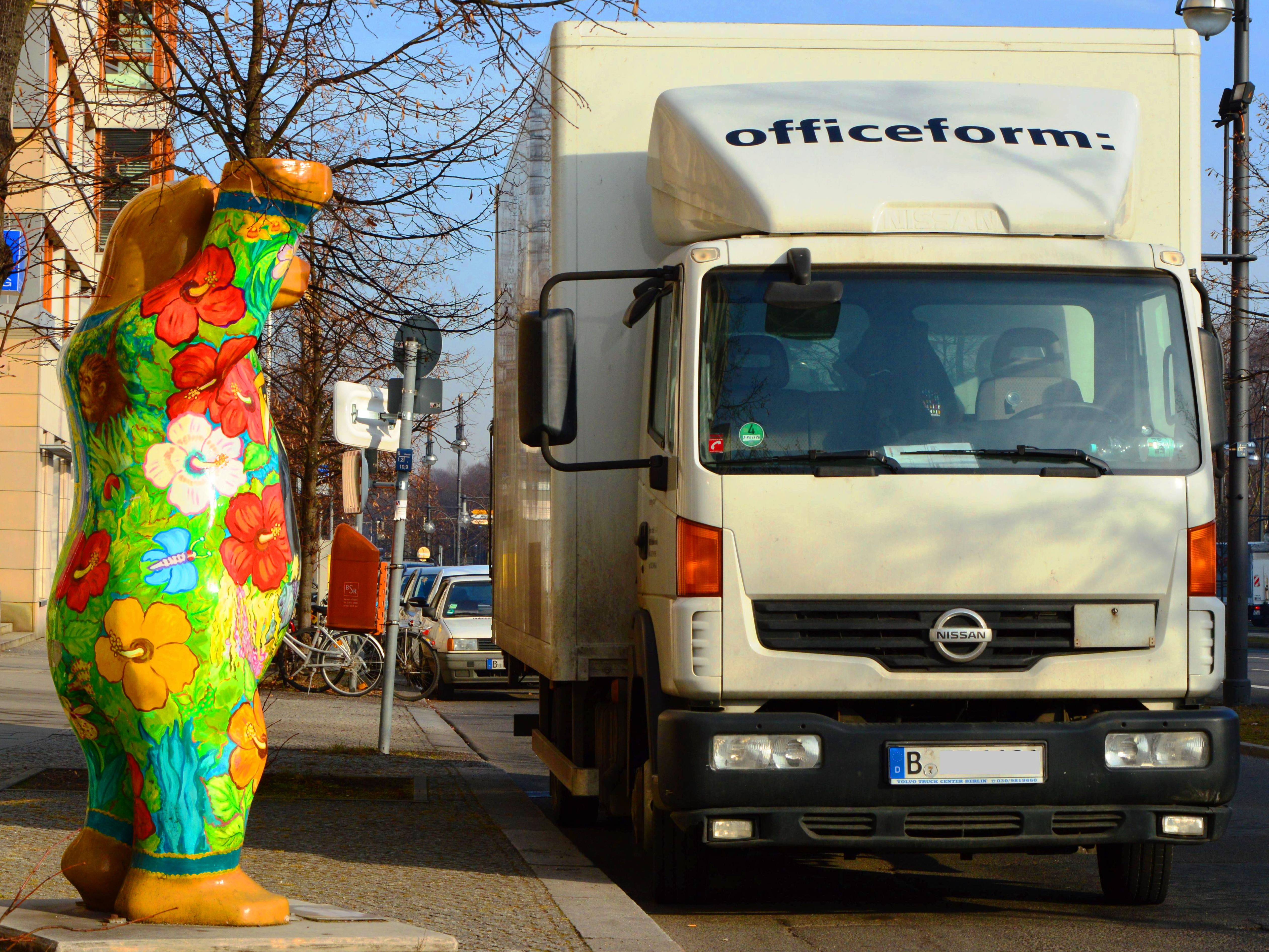
Nissan Atleon (2006–2013)
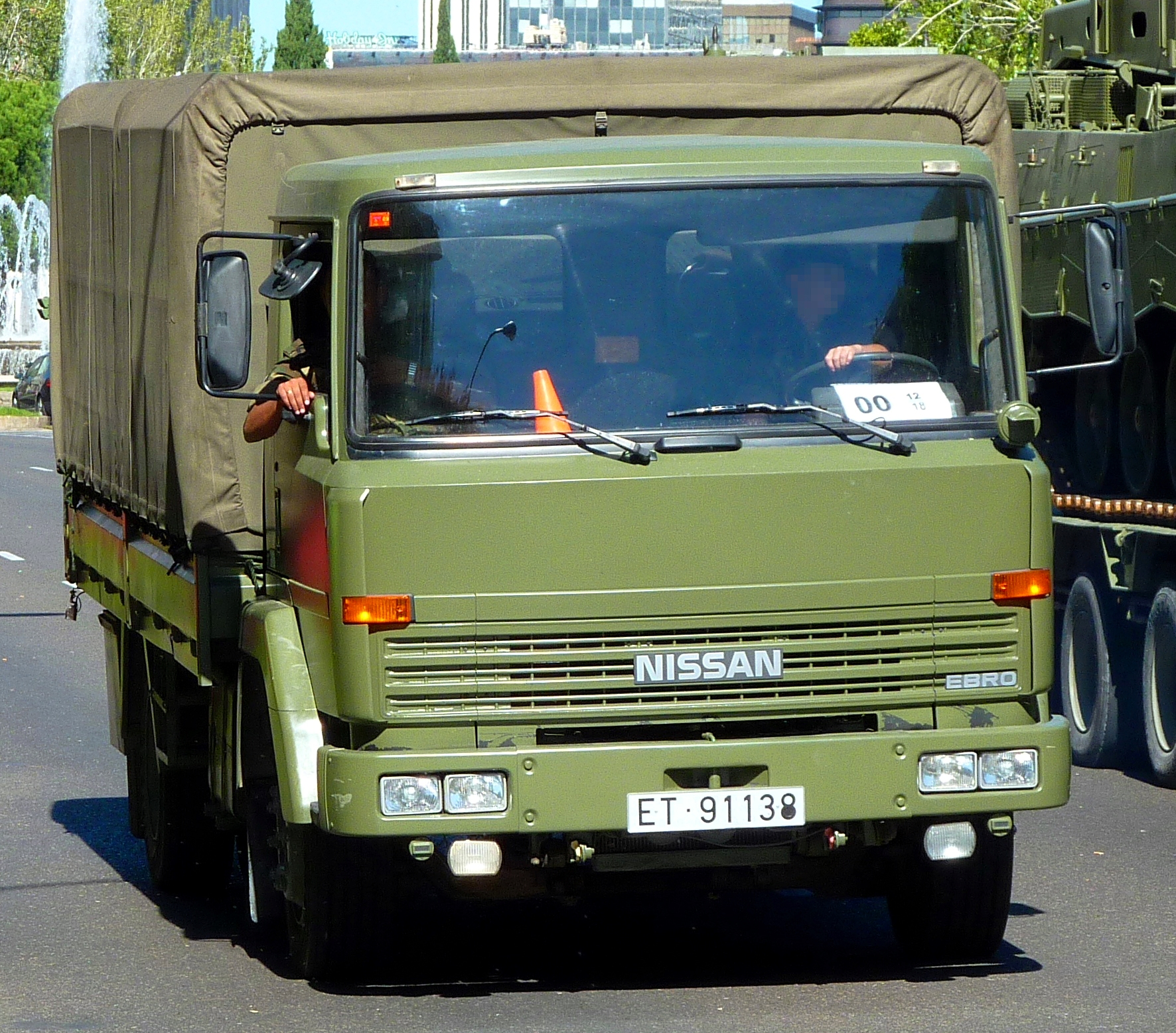
Dans l'armée espagnole